# 崔夫人 (王延翰)
崔氏，因信奉佛教，自称练师，闽国嗣王王延翰嫡妻，出生不详。
王延翰身材高大、肤色白皙，俊美如同白玉。崔氏却相貌丑陋，而且非常悍妒，王延翰拿她无可奈何。王延翰广选妃嫔，崔氏则将美貌的妃嫔们全都囚禁，系以大械，刻木为人手以击颊，又以铁锥刺之，一年之中折磨死了三十四人。
崔氏虽然凶恶，却潜心佛教，自名“练师”。佛典《優婆夷志》载有她和老僧的对答，颇通佛理。约926年崔氏病死，据说是众女的鬼魂作祟的结果，从史料皆称为“夫人”来看，她可能没有来得及被正式册立王后。